# John Francis Stimson
Anthropologue américain John Francis Stimson est un anthropologue linguiste spécialiste de la culture polynésienne et de ses langues au XXe siècle.

## Formation
Francis Stimson a fréquenté le lycée Phillips Andover dans le Massachussetts États-Unis et a poursuivi des études littéraires à l’Université de Yale  dans le Connecticut États-Unis sans obtenir de diplôme. Il a ensuite étudié l’Architecture à l’École des Beaux-Arts à Paris et n’a, par conséquent, reçu aucune formation formelle en Linguistique ou en Anthropologie.

## Sa vie en Polynésie Française
Vers 1913, alors qu’il exerce son métier d’Architecte aux États-Unis, il part en vacances à Tahiti (Polynésie Française). Il tombe amoureux de l’île et des Polynésiens et est resté en Polynésie Française jusqu’à sa mort en 1958,.
Dès son arrivée sur les îles, Francis Stimson se fixa pour objectif de maîtriser la langue locale et commença à travailler avec Teuira Henry, un redacteur de l'ANCIEN TAHITI. Francis Stimson se mit lui-même à l'étude de cent mots tahitiens chaque jour et acquit rapidement un vocabulaire qui lui permit de s'attaquer aux problèmes les plus difficiles de la langue tahitienne. Francis Stimson était connu des Tahitiens sous le nom de Ua Tane, car en tant que spécialiste de la Polynésie pré-européenne, il s'intéressait principalement au tahitien classique ou Parau Tinitio, ("langue chinoise"), qu'il aurait pu considérer comme un argot localisé. Il utilisa plus tard le tahitien quotidien avec Alexandre Drollet, qu'il considérait comme le locuteur natif le plus compétent du tahitien classique, ainsi qu'avec son ami, l'ex-reine Marau Ta'aroa i Tahiti.
Dès 1918, Francis Stimson avait écrit une grammaire tahitienne qui est devenue l'ouvrage de référence sur le sujet. Il approfondit ses connaissances des dialectes insulaires et devint aussi connu en tant que linguiste polynésien. Le directeur du Bernice P. Bishop Museum écrivit à M. Stimson en 1923 pour l'inviter à "... éventuellement fonctionner en tant que dernier recours en matière de Philologie polynésienne." En 1928, il fut nommé rédacteur spécial pour la Polynésie, la Mélanésie et la Micronésie du Nouveau Dictionnaire International de Webster (2e édition). Pendant cette période, M. Stimson fut confronté au problème perpétuel de mener un programme de recherche tout en gagnant sa vie. Cette situation fut quelque peu atténuée par sa nomination en tant qu'associé de recherche en linguistique au Bernice P. Bishop Museum. Il occupa ce poste jusqu'au début de la Seconde Guerre mondiale, lorsque les travaux scientifiques sur le terrain cessèrent dans les îles du Pacifique et que le musée se tourna vers d'autres domaines d'intérêt. Son affectation de base était d'étudier les dialectes des Tuamotu, et le Dictionnary of some Tuamotuan Dialects of the Polynesian Language peut être considéré comme le résultat de cette obligation envers ses soutiens.
Afin de mieux remplir ses responsabilités envers le Musée, Francis Stimson assista en 1928 à la première session de l'Institut de Linguistique de sa propre université de Yale. Ce fut sa seule formation formelle en méthodes modernes d'analyse linguistique. Bien que déjà d'âge moyen, il obtint des résultats si brillants qu'il fut invité à revenir à Yale l'année suivante pour donner un séminaire sur la langue tahitienne. Malheureusement, le directeur du Bishop Museum estima qu'il ne pouvait pas se passer de lui pour l'enquête sur le terrain dans l'archipel des Tuamotu, et il renonça à une formation supplémentaire qui aurait pu être significative pour sa carrière. On lui demanda également de cesser son travail à Tahiti, car il était déjà affecté au Musée, et il décida plutôt de consacrer tout son temps à l'analyse des Tuamotu. Ses recherches ultérieures sur le terrain ont été décrites en détail dans les rapports annuels du directeur du Bishop Museum.
Le manque de formation technique extensive de Francis Stimson fut remarquablement compensé par son intuition analytique. Stimulé par son grand amour et son admiration pour la Polynésie classique, il soumit les mots et leur structure à une analyse encore plus exhaustive en quête de sens plus profond. C'est cette combinaison de zèle et de talent qui le distingua apparemment des autres étudiants. Son approche savante le conduisit à devenir l'un des plus fins linguistes et ethnologues, et jusqu'à sa mort, il maintenait l'une des plus belles bibliothèques privées d'ouvrages d'architecture, d'intérêt et de compétence en histoire naturelle, qui faisaient si largement partie de l'héritage de Francis Stimson.
Il avait une connaissance unique et cela était important pour ses interprétations précises des mots et des coutumes. Ses capacités rares étaient disciplinées par les exigences de la parole pratique dans les échanges quotidiens avec ses amis et collègues polynésiens.
M. Stimson recherchait et appréciait l'aide critique de ces érudits qui, bien qu'il les considérât qualifiés pour parler avec autorité dans leur domaine, son inhabituelle capacité à s'abstraire de tout centre d'apprentissage et son occupation assidue à la collecte de données sur le terrain l'ont empêché d'utiliser les avancées techniques les plus récentes dans les cercles académiques. Cela a été particulièrement vrai pendant les périodes de guerre et d'après-guerre. Le manque de soutien institutionnel a rendu nécessaire, à un âge avancé, de se créer une nouvelle carrière dans le monde des assurances. 
Outre l'accumulation d'innombrables pages de matériel textuel et la déduction d'interprétations détaillées des mots, les contributions les plus significatives de Francis Stimson dans le domaine de la linguistique polynésienne sont dues à sa confirmation que le polynésien est une langue unique issue d'une culture unifiée, et sa réalisation que, par une analyse appropriée de chants archaïques polynésiens que les insulaires contemporains ne comprennent plus, il est possible de démêler progressivement les fils de l'histoire et de la culture polynésiennes. 
Francis Stimson a utilisé cette connaissance, couplée à ses capacités analytiques, pour traduire la littérature de la plupart des Polynésiens de l'Est. La plupart de ces travaux sont en dépôt au Musée Peabody de Salem pour toutes sortes d’utilisations par les érudits polynésiens. Les traductions littéraires les plus importantes ont été publiées sous le titre de SONGS AND TALES OF THE SEA KINGS par le Musée Peabody de Salem en 1957. 
Peut-être que le plus grand atout de Francis Stimson était sa connaissance intime de la langue qu'il avait acquise avant de commencer à l'analyser scientifiquement. Cette connaissance lui a permis d'éviter beaucoup des pièges qui tendent à attraper la plupart des Anthropologues Linguistiques qui tentent de comprendre une langue totalement étrangère. Cela signifiait également qu'il n'avait pas à faire face aux problèmes auxquels sont confrontés de nombreux étudiants d'autres dialectes lorsqu'ils tentent d'utiliser des données préexistantes inadéquates. Sa contribution apparaît encore plus significative lorsque l'on compare le résultat de son travail qui a permis grâce à Donald Stanley Marshall de publier Dictionnary of Some Tuotuan Dialects of the Polynesian Language. Tous les dictionnaires sont normalement le résultat de générations successives de travail par des érudits qui les construisent sur des connaissances et des données accumulées, alors que Francis Stimson a compilé son volume en seulement une décennie d'efforts solitaires.
Efforts solitaire dont Il y avait des périodes de temps disponibles, pour les études sur le terrain dans les diverses îles, allant de plusieurs mois dans certaines à seulement quelques heures dans d'autres. Il était handicapé par le manque de fonds ainsi que par les limites de temps ; par des efforts non guidés pour enregistrer dans un système complexe les résultats de l'analyse des modèles sonores actuels ainsi que du changement historique ; par les complexités dialectales qui se produisent en dizaines d'îles dispersées à travers des mers dangereuses ; et enfin par les effets des différents stades et types de transculturation. Ainsi, les tentatives d'un homme pour enregistrer les faits d'une langue mourante avec intégrité et utilité étaient confrontées à des problèmes presque insurmontables. Pourtant, dans la mesure où quelqu'un aurait pu les résoudre, Francis Stimson a réussi.

## Sources et références
,,,,,,,,,
1. 1 2 3  Ruita Mao, « Généalogie de Ruita Mao », sur Geneanet (consulté le 29 mai 2025)
2. 1 2 3 4  (en) J. Frank Stimson, A Disctionnary of Some Tumotuan Dialects of the Polynsian Language, Peabody Museum of Salem, Massachusetts, USA, Springer, 1964, 623 p. (ISBN 978-94-017-5862-8, lire en ligne)
3. ↑  Informations traduites de la Préface du Dictionnaire des Dialectes des Tuamotu de Donald Stanley Marshall.
4. ↑  (en) J. Frank Stimson, Tuamotuan Religion, Hawaï, Bishop Museum, 1933, 164 p. (lire en ligne )
5. ↑  (en) J. Frank Stimson, « John Francis Stimson Papers, 1899, 1923-1958, undated », sur Phillips Library Finding Aids (consulté le 28 mai 2025)
6. ↑  (en) J. Frank Stimson, The Cult of Kiho-Tumu, Hawaï, Bishop Museum, 1933, 76 p. (lire en ligne)
7. ↑  J. Frank Stimson, Songs and Tales of the Sea Kings, The Anthoensen Press, Portland, Maine USA, Peabody Museum of Salem, 1957, 303 p. (lire en ligne)
8. ↑  (en) « Stimson, John Francis, 1883-1958 », sur National Library New Zealand
9. ↑  (en) « Robert Keable and Frank Stimson », 22 juillet 2022 (consulté le 28 mai 2025)
10. ↑  Nicolas Preud’homme, « Les chants retrouvés des Polynésiens », Revue Scientifique, Le carreau de la Bulac,‎ 20 février 2024 (lire en ligne)